# Ключівська сільська рада (Тюльганський район)
Ключі́вська сільська рада (рос. Ключевский сельский совет) — сільське поселення у складі Тюльганського району Оренбурзької області Росії.
Адміністративний центр та єдиний населений пункт — село Ключі.

## Населення
Населення — 368 осіб (2019; 435 в 2010, 519 у 2002).